# Julius Wiggers
Julius Otto August Wiggers, född 17 december 1811 i Rostock, död där 7 mars 1901, var en tysk teolog, historiker och politiker; bror till Moritz Wiggers.
Wiggers blev 1837 docent och 1841 professor vid Rostocks universitet. Han hävdade möjligheten av en friare utveckling av kyrkans lära i motsats till det hårda fasthållandet vid bekännelseskrifterna och författade Geschichte der evangelischen Mission (två band, 1845-46). Han fick även säte i den grundlagstiftande församlingen 1848 och avskedades 1852 för deltagande i "revolutionära aktiviteter". År 1853 åtalades han, liksom brodern, och dömdes 1857 till 15 månaders tukthus, men straffet mildrades till ett år på fästning och indragen pension. Under åren 1867-70 var han ledamot av Nordtyska förbundets och 1877-81 av den tyska riksdagen.